# Pap örmény király
Pap vagy Páp (353 körül – 374) Örményország királya volt 370 és 374 között, II. Arszakész király fia és utódja.
A király a külső, római és perzsa fenyegetettség, illetve a belső viszálykodások dacára egyesítette az örmény hercegségeket. Az egyház politikai és gazdasági befolyásának csökkentése mellett 90 ezer fős állandó hadsereget szervezett, s Örményország elindult az erős állammá váláshoz vezető úton. Pap emellett új városokat építtetett, sokat megerősíttetett, és erődöket hozott létre egész Örményországban. Intézkedései elősegítették a kereskedelem fejlődését.
Szahak Partev 372. évi halála után megakadályozta, hogy I. Szahak katholikosz részt vegyen a caesareai zsinaton, ezzel elősegítette a független örmény egyház létrejöttét. Pap halálát legjobb barátja által elkövetett politikai merénylet okozta, amelynek hátterében az örmény függetlenségi törekvéseket rossz szemmel néző Róma és a Bizánci Birodalom állt.
Habár uralma rövid volt, történelmi öröksége és emlékezete máig él az örmények között. Halála után a trónon unokaöccse, Varazdat követte.